# Billington, Bedfordshire
Billington är en ort och civil parish  i Storbritannien.   Den ligger i kommunen Central Bedfordshire i riksdelen England, i den södra delen av landet, 60 km nordväst om huvudstaden London. Billington ligger 105 meter över havet och antalet invånare är 632.
Orten består av Great Billington och Little Billington.
Terrängen runt Billington är platt.Runt Billington är det tätbefolkat, med 397 invånare per kvadratkilometer. Närmaste större samhälle är Luton, 15,0 km öster om Billington. Trakten runt Billington består till största delen av jordbruksmark.